# Rhopalura vermiculicola
Rhopalura vermiculicola is een diersoort in de taxonomische indeling van de Orthonectida. Deze minuscule parasieten hebben geen weefsels of organen en bestaan uit slechts enkele tientallen cellen.
Het organisme komt uit het geslacht Rhopalura en behoort tot de familie Rhopaluridae.